# Балка Вільхова
Балка Вільхова — балка (річка) в Україні у Шахтарському районі Донецької області. Ліва притока річки Севастянівки (басейн Азовського моря).

## Опис
Довжина балки приблизно 4,35 км, найкоротша відстань між витоком і гирлом — 3,76  км, коефіцієнт звивистості річки — 1,16 . Формується декількома балками та загатами.

## Розташування
Бере початок на південно-західній стороні від Савур-могили. Тече переважно на південний захід і на південно-західній стороні від сенла Петрівське впадає у річку Севастянівку, ліву притоку річки Кринки.

## Цікаві факти
- На лівому березі балки розташований регіональний ландшафтний парк Донецький кряж[4].